# Hoplobatrachus tigerinus
Hoplobatrachus tigerinus Daudin, 1802 è un anfibio anuro appartenente alla famiglia Dicroglossidae, diffuso in Asia e introdotto in Madagascar.

## Descrizione

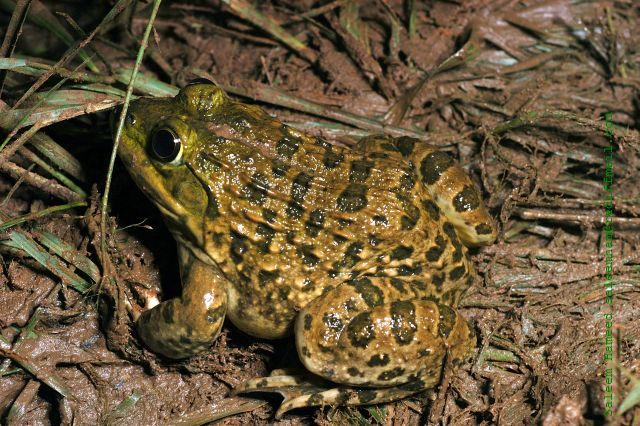

## Distribuzione e habitat
Questa specie è diffusa in quasi tutto il subcontinente indiano: India, Bangladesh, Pakistan settentrionale, Nepal meridionale, Myanmar e Afghanistan. È stata introdotta in Madagascar, dove è presente anche sull'isola di Nosy Be, e alle Maldive.